# Banda das Duas Ordens
A Banda das Duas Ordens é uma antiga Ordem Honorífica de Portugal, criada em 1789 durante a monarquia e que havia de ser suprimida durante o Estado Novo, pela Lei Orgânica das Ordens Honoríficas promulgada em 1962.
Com a reforma das insígnias das antigas ordens militares, decretada em 1789 por D. Maria I, foi criada a banda das duas ordens militares de Cristo e de  São Bento de Avis, concedida por direito próprio aos infantes portugueses e também, desde 1823, com a monarquia constitucional, a príncipes e infantes estrangeiros. Mais tarde incluiu também a de Santiago. A banda tinha as cores vermelho/verde e desde a sua criação até 1910 foram concedidas 50 BDO's Cristo/São Bento de Avis e duas BDO's Cristo/Sant'Iago da Espada.

## Durante a República
Em 1910, com a implantação da República, a Banda das Duas Ordens foi extinta conjuntamente com todas as ordens militares com excepção da Ordem Militar da Torre e Espada. Restaurada em 1931, a Banda das Duas Ordens, de Cristo e de Avis, podia ser usada pelo Presidente da República, na sua qualidade de Grão-Mestre das Ordens Honoríficas, e concedida a eminentes personalidades estrangeiras, sempre por iniciativa do Chefe do Estado.

Esta condecoração, foi pela primeira vez concedida a S.A.R. Eduardo, Príncipe de Gales, o futuro rei Eduardo VIII, aquando da sua visita oficial a Portugal, em junho de 1931 e a mais quatro personalidades estrangeiras:
- SAR Príncipe Eduardo, Prícipe de Gales, Reino-Unido, em 1931
- SAR Carlota de Luxemburgo, Grã-Duquesa do Luxemburgo, em 1949
- SM Farouk I, Rei do Egito e do Sudão, Soberano da Núbia, do Kurdufam e de Darfur, em 1951
- René Coty, Presidente da República Francesa, em 1954
- Marcos Pérez Jiménez, Presidente da República da Venezuela, em 1955[4]

Tendo sido concedida pela última vez em 1955, foi suprimida pela Lei Orgânica das Ordens Honoríficas promulgada em 1962.

## Ver tambem
- Ordens honoríficas de Portugal
- Banda das Três Ordens